# Acanthiza cinerea
Espèce
Statut de conservation UICN

 LC UICN 3.1 : Préoccupation mineure
L'Acanthize gris (Acanthiza cinerea), anciennement appelé Gérygone grise  (Gerygone cinerea) est une espèce de passereaux de la famille des Acanthizidae.
Présent en Indonésie, en Australie et en Papouasie Nouvelle-Guinée, il vit en groupe dans les forêts tropicales d'altitude.

## Taxonomie
À la suite de l'étude phylogénique de Nyári et Joseph (2012), le Congrès ornithologique international, dans sa classification de référence (version 5.2, 2015), déplace cette espèce du genre Gerygone au genre Acanthiza. Quand elle était placée dans le genre Gerygone, son nom normalisé CINFO était Gérygone grise.
L'épithète spécifique — cinerea — du nom binominal provient de l'adjectif latin « cĭnĕrĕus » qui signifie « cendré, de la couleur de la cendre ».

## Description
L'Acanthize gris mesure environ 9 cm, a le dessous du plumage blanc et le dessus gris clair. Il ressemble à la Gérygone à cou brun, qui a le dessus brun et une tâche blanche sur la queue, et à l'Acanthize de Nouvelle-Guinée qui a la queue beaucoup plus courte. Il pèse environ 8 g.

## Comportement
Nerveux et actif, il peut être vu en train de fouiller les feuilles en petits groupes, parfois mêlé à d'autres espèces. Il pousse des petits cris aigus et répétés ou, en cas de mécontentement, des bourdonnement ressemblant à ceux des Myzomela. Son chant est une mélodie aiguë, lente et descendante.

## Distribution et habitat
Il vit en Australie, en Indonésie et en Papouasie Nouvelle-Guinée, dans les forêts tropicales et subtropicales, à une altitude comprise entre 1 600 m et 2 800 m,,,. Bien qu'il vive dans les mêmes zones que l'Acanthize de Nouvelle-Guinée, les deux espèces occupent des niches écologiques distinctes et non interchangeables. L'Acanthize gris occupe des altitudes plus basses, mais rarement en dessous de 1 750 m,,.

## Effectifs et protection
Il est classé en « préoccupation mineure » sur la liste de protection des espèces de l'UICN, bien que les effectifs semblent en légère diminution,.